# فيصل أبو ثنين
فيصل أبوثنين (1970-) لاعب كرة قدم سعودي سابق. لعب انادي الهلال السعودي ومثل المنتخب السعودي.
بدأ مع الهلال في نهاية الثمانينات الميلادية، واعتزل في عام 2001 وفي رصيده العديد من البطولات ومنها حينما كان قائداً للفريق، أما عن مسيرته الدولية فقد انضم في فترات متقطعه للمنتخب الأول ابرزها في كأس القارات 1995م.
لعب لنادي الهلال لإثني عشر عامًا حقق فيها العديد من الألقاب وكان ممن حمل إشارة القيادة لمواسم عديدة. عمل حتى عام 2013 محللاً في قناة الدوري والكأس، وكانت له تجارب قبل ذلك في الكتابة الصحيفة عبر جريدة الشرق الأوسط.

## اسهاماته مع الهلال
- تحقيق الدوري السعودي ثلاث مرات و1410هـ و1416هـ و1418هـ.
- تحقيق كأس الملك عام 1409هـ.
- تحقيق كأس المؤسس عام 1420هـ.
- كأس ولي العهد مرتين 1415هـ و1420هـ.
- تحقيق كأس الاتحاد السعودي مرتين 1410هـ و1413هـ و1416هـ.
- كأس آسيا ابطال الدوري 1412هـ و1420هـ.
- كأس آسيا ابطال الكوؤس 1417هـ.
- كأس السوبر الآسيوية 1418هـ و1420هـ.
- كاس العرب لابطال الدوري مرتين 1415هـ و1416هـ.
- كاس العرب لابطال الكؤوس مرة عام 1421هـ.
- كاس النخبة العربية مرة عام 1421هـ،
- مجلس التعاون الخليجي 1418هـ.
- كأس السوبر السعودي المصري عام 1421هـ.